# 卡利马库斯 (阿菲德纳)
卡利马库斯（阿菲德纳）（英語：Callimachus (polemarch)），（？—前490年），公元前490年雅典将领及军事指挥官，马拉松战役中的希腊联军最高指挥官，亡于是役。在雅典的画廊（Stoa Poikilo）上有一幅纪念他的画像。

## 扩展阅读
- Joseph B. Mitchell, Sir Edward S. Creasy. .
- Don Nardo. .